# 6e étape du Tour de France 2004
Pour un article plus général, voir Tour de France 2004.
La 6e étape du Tour de France 2004 s'est déroulée le 9 juillet 2004. Le parcours s'étendait sur 196 kilomètres et reliait Bonneval en Eure-et-Loir à Angers.

## Classement de l'étape
| \| Classement de l'étape \| Classement de l'étape \| Classement de l'étape \| Classement de l'étape \| Classement de l'étape \| \| Coureur \| Coureur \| Pays \| Équipe \| Temps \| \| --------------------- \| --------------------- \| --------------------- \| ------------------------------- \| --------------------- \| \| 1er \| Tom Boonen \| Belgique \| Quick Step-Davitamon \| 4 h 33 min 41 s \| \| 2e \| Stuart O'Grady \| Australie \| Cofidis-Le Crédit par Téléphone \| + 0 s \| \| 3e \| Erik Zabel \| Allemagne \| T-Mobile \| + 0 s \| \| 4e \| Danilo Hondo \| Allemagne \| Gerolsteiner \| + 0 s \| \| 5e \| Baden Cooke \| Australie \| Fdjeux.com \| + 0 s \| \| 6e \| Sergio Marinangeli \| Italie \| Domina Vacanze \| + 0 s \| \| 7e \| Jérôme Pineau \| France \| Brioches La Boulangère \| + 0 s \| \| 8e \| Julian Dean \| Nouvelle-Zélande \| Crédit Agricole \| + 0 s \| \| 9e \| Janek Tombak \| Estonie \| Cofidis-Le Crédit par Téléphone \| + 0 s \| \| 10e \| Samuel Dumoulin \| France \| AG2R Prévoyance \| + 0 s \| |                    |                  |                                 |                 |
| |                    |                  |                                 |                 |
| |                    |                  |                                 |                 |
| Classement de l'étape |                    |                  |                                 |                 |
| Coureur | Coureur            | Pays             | Équipe                          | Temps           |
| 1er | Tom Boonen         | Belgique         | Quick Step-Davitamon            | 4 h 33 min 41 s |
| 2e | Stuart O'Grady     | Australie        | Cofidis-Le Crédit par Téléphone | + 0 s           |
| 3e | Erik Zabel         | Allemagne        | T-Mobile                        | + 0 s           |
| 4e | Danilo Hondo       | Allemagne        | Gerolsteiner                    | + 0 s           |
| 5e | Baden Cooke        | Australie        | Fdjeux.com                      | + 0 s           |
| 6e | Sergio Marinangeli | Italie           | Domina Vacanze                  | + 0 s           |
| 7e | Jérôme Pineau      | France           | Brioches La Boulangère          | + 0 s           |
| 8e | Julian Dean        | Nouvelle-Zélande | Crédit Agricole                 | + 0 s           |
| 9e | Janek Tombak       | Estonie          | Cofidis-Le Crédit par Téléphone | + 0 s           |
| 10e | Samuel Dumoulin    | France           | AG2R Prévoyance                 | + 0 s           |

## Classement général
| \| Classement général \| Classement général \| Classement général \| Classement général \| Classement général \| \| Coureur \| Coureur \| Pays \| Équipe \| Temps \| \| ------------------ \| ------------------ \| ------------------ \| ------------------------------- \| ------------------ \| \| 1er \| Thomas Voeckler \| France \| Brioches La Boulangère \| 24 h 37 min 30 s \| \| 2e \| Stuart O'Grady \| Australie \| Cofidis-Le Crédit par Téléphone \| + 3 min 01 s \| \| 3e \| Sandy Casar \| France \| Fdjeux.com \| + 4 min 06 s \| \| 4e \| Magnus Bäckstedt \| Suède \| Alessio-Bianchi \| + 6 min 06 s \| \| 5e \| Jakob Piil \| Danemark \| CSC \| + 6 min 58 s \| \| 6e \| Lance Armstrong \| États-Unis \| US Postal Service-Berry Floor \| DQ \| \| 7e \| George Hincapie \| États-Unis \| US Postal Service-Berry Floor \| DQ \| \| 8e \| Floyd Landis \| États-Unis \| US Postal Service-Berry Floor \| + 9 min 51 s \| \| 9e \| José Azevedo \| Portugal \| US Postal Service-Berry Floor \| + 9 min 57 s \| \| 10e \| José Luis Rubiera \| Espagne \| US Postal Service-Berry Floor \| + 9 min 59 s \| |                   |            |                                 |                  |
| |                   |            |                                 |                  |
| |                   |            |                                 |                  |
| Classement général |                   |            |                                 |                  |
| Coureur | Coureur           | Pays       | Équipe                          | Temps            |
| 1er | Thomas Voeckler   | France     | Brioches La Boulangère          | 24 h 37 min 30 s |
| 2e | Stuart O'Grady    | Australie  | Cofidis-Le Crédit par Téléphone | + 3 min 01 s     |
| 3e | Sandy Casar       | France     | Fdjeux.com                      | + 4 min 06 s     |
| 4e | Magnus Bäckstedt  | Suède      | Alessio-Bianchi                 | + 6 min 06 s     |
| 5e | Jakob Piil        | Danemark   | CSC                             | + 6 min 58 s     |
| 6e | Lance Armstrong   | États-Unis | US Postal Service-Berry Floor   | DQ               |
| 7e | George Hincapie   | États-Unis | US Postal Service-Berry Floor   | DQ               |
| 8e | Floyd Landis      | États-Unis | US Postal Service-Berry Floor   | + 9 min 51 s     |
| 9e | José Azevedo      | Portugal   | US Postal Service-Berry Floor   | + 9 min 57 s     |
| 10e | José Luis Rubiera | Espagne    | US Postal Service-Berry Floor   | + 9 min 59 s     |

## Classements annexes
| Classement par points | Classement par points | Classement par points | Classement par points           | Classement par points |
| Coureur               | Coureur               | Pays                  | Équipe                          | Points                |
| --------------------- | --------------------- | --------------------- | ------------------------------- | --------------------- |
| 1er                   | Stuart O'Grady        | Australie             | Cofidis-Le Crédit par Téléphone | 115 pts               |
| 2e                    | Robbie McEwen         | Australie             | Lotto-Domo                      | 113 pts               |
| 3e                    | Danilo Hondo          | Allemagne             | Gerolsteiner                    | 111 pts               |
| 4e                    | Erik Zabel            | Allemagne             | T-Mobile                        | 107 pts               |
| 5e                    | Jean-Patrick Nazon    | France                | AG2R Prévoyance                 | 101 pts               |

| Classement par points | Classement par points | Classement par points | Classement par points           | Classement par points |
| Coureur               | Coureur               | Pays                  | Équipe                          | Points                |
| --------------------- | --------------------- | --------------------- | ------------------------------- | --------------------- |
| 1er                   | Stuart O'Grady        | Australie             | Cofidis-Le Crédit par Téléphone | 115 pts               |
| 2e                    | Robbie McEwen         | Australie             | Lotto-Domo                      | 113 pts               |
| 3e                    | Danilo Hondo          | Allemagne             | Gerolsteiner                    | 111 pts               |
| 4e                    | Erik Zabel            | Allemagne             | T-Mobile                        | 107 pts               |
| 5e                    | Jean-Patrick Nazon    | France                | AG2R Prévoyance                 | 101 pts               |

| Classement de la montagne | Classement de la montagne | Classement de la montagne | Classement de la montagne       | Classement de la montagne |
| Coureur                   | Coureur                   | Pays                      | Équipe                          | Points                    |
| ------------------------- | ------------------------- | ------------------------- | ------------------------------- | ------------------------- |
| 1er                       | Paolo Bettini             | Italie                    | Quick Step-Davitamon            | 19 pts                    |
| 2e                        | Janek Tombak              | Estonie                   | Cofidis-Le Crédit par Téléphone | 14 pts                    |
| 3e                        | Jens Voigt                | Allemagne                 | CSC                             | 9 pts                     |
| 4e                        | Bram de Groot             | Pays-Bas                  | Rabobank                        | 7 pts                     |
| 5e                        | Sandy Casar               | France                    | Fdjeux.com                      | 3 pts                     |

| Classement de la montagne | Classement de la montagne | Classement de la montagne | Classement de la montagne       | Classement de la montagne |
| Coureur                   | Coureur                   | Pays                      | Équipe                          | Points                    |
| ------------------------- | ------------------------- | ------------------------- | ------------------------------- | ------------------------- |
| 1er                       | Paolo Bettini             | Italie                    | Quick Step-Davitamon            | 19 pts                    |
| 2e                        | Janek Tombak              | Estonie                   | Cofidis-Le Crédit par Téléphone | 14 pts                    |
| 3e                        | Jens Voigt                | Allemagne                 | CSC                             | 9 pts                     |
| 4e                        | Bram de Groot             | Pays-Bas                  | Rabobank                        | 7 pts                     |
| 5e                        | Sandy Casar               | France                    | Fdjeux.com                      | 3 pts                     |

| Classement du meilleur jeune | Classement du meilleur jeune | Classement du meilleur jeune | Classement du meilleur jeune | Classement du meilleur jeune |
| Coureur                      | Coureur                      | Pays                         | Équipe                       | Temps                        |
| ---------------------------- | ---------------------------- | ---------------------------- | ---------------------------- | ---------------------------- |
| 1er                          | Thomas Voeckler              | France                       | Brioches La Boulangère       | 24 h 37 min 30 s             |
| 2e                           | Sandy Casar                  | France                       | Fdjeux.com                   | + 4 min 06 s                 |
| 3e                           | Matthias Kessler             | Allemagne                    | T-Mobile                     | + 10 min 49 s                |
| 4e                           | Tom Boonen                   | Belgique                     | Quick Step-Davitamon         | + 11 min 17 s                |
| 5e                           | Fabian Cancellara            | Suisse                       | Fassa Bortolo                | + 12 min 00 s                |

| Classement du meilleur jeune | Classement du meilleur jeune | Classement du meilleur jeune | Classement du meilleur jeune | Classement du meilleur jeune |
| Coureur                      | Coureur                      | Pays                         | Équipe                       | Temps                        |
| ---------------------------- | ---------------------------- | ---------------------------- | ---------------------------- | ---------------------------- |
| 1er                          | Thomas Voeckler              | France                       | Brioches La Boulangère       | 24 h 37 min 30 s             |
| 2e                           | Sandy Casar                  | France                       | Fdjeux.com                   | + 4 min 06 s                 |
| 3e                           | Matthias Kessler             | Allemagne                    | T-Mobile                     | + 10 min 49 s                |
| 4e                           | Tom Boonen                   | Belgique                     | Quick Step-Davitamon         | + 11 min 17 s                |
| 5e                           | Fabian Cancellara            | Suisse                       | Fassa Bortolo                | + 12 min 00 s                |

| Classement par équipes | Classement par équipes        | Classement par équipes | Classement par équipes |
| Équipe                 | Équipe                        | Pays                   | Temps                  |
| ---------------------- | ----------------------------- | ---------------------- | ---------------------- |
| 1re                    | CSC                           | Danemark               | 71 h 46 min 54 s       |
| 2e                     | Alessio-Bianchi               | Italie                 | + 2 min 04 s           |
| 3e                     | Brioches La Boulangère        | France                 | + 3 min 16 s           |
| 4e                     | Fdjeux.com                    | France                 | + 6 min 12 s           |
| 5e                     | US Postal Service-Berry Floor | États-Unis             | + 10 min 41 s          |

| Classement par équipes | Classement par équipes        | Classement par équipes | Classement par équipes |
| Équipe                 | Équipe                        | Pays                   | Temps                  |
| ---------------------- | ----------------------------- | ---------------------- | ---------------------- |
| 1re                    | CSC                           | Danemark               | 71 h 46 min 54 s       |
| 2e                     | Alessio-Bianchi               | Italie                 | + 2 min 04 s           |
| 3e                     | Brioches La Boulangère        | France                 | + 3 min 16 s           |
| 4e                     | Fdjeux.com                    | France                 | + 6 min 12 s           |
| 5e                     | US Postal Service-Berry Floor | États-Unis             | + 10 min 41 s          |